# Alexandre Grimaldi-Coste
Alexandre Grimaldi-Coste (* 24. srpna 2003, Paříž, Francie) je syn monackého knížete Alberta II. a Nicole Coste. Vzhledem k tomu, že se jeho rodiče nikdy nevzali, není v linii nástupnictví monackého trůnu.

## Mládí
Narodil se jako Éric Alexandre Stéphane Tossoukpé, jeho matka si dne 10. listopadu 2004 změnila příjmení na Coste. Jeho matka, Nicole Coste, je dcerou obchodníka v Togu, kde také vyrostla. V 17 odjela do Francie jako studentka. Když v roce 1997 byla letuškou společnosti Air France na trase Paříž - Francouzská riviéra požádal jí jeden z cestujících, princ Albert Monacký, o její telefonní číslo. Následně s ní navázal několikaletý vztah, dokud údajně Albertův otec, kníže Rainier III., nezačal požadovat, aby aféru ukončil.

## Dědické problémy
Děti mimo manželství nejsou v linii následnictví monackého trůnu podle článku 10 ústavy Monaka ve znění ze dne 2. dubna 2002.
Dne 26. října 2006 poskytl Albert II. rozhovor Larrymu Kingovi, během kterého řekl, že jeho dvě nejstarší děti nebudou mít právo na monacký trůn, ale že o ně bude postaráno finančně. Jsou také dědici osobního majetku prince Alberta II., který se odhaduje na více než jednu miliardu dolarů. Po vstupu do Rady Evropy dne 5. října 2004 se na Monako navíc začaly vztahovat předpisy Úmluvy o ochraně lidských práv a základních svobod týkající se dědických práv.